# Argiope sapoa
Argiope sapoa är en spindelart som beskrevs av Alberto Barrion och James A. Litsinger 1995. Argiope sapoa ingår i släktet Argiope och familjen hjulspindlar.
Artens utbredningsområde är Filippinerna. Inga underarter finns listade i Catalogue of Life.